# テラ・イ・パイシャン
『テラ・イ・パイシャン』（ポルトガル語: Terra e Paixão）は、ブラジルのテレノベラ。ヘジ・グローボで2023年5月8日から2024年1月19日まで放送された。 主演はバルバラ・レイス、カウア・レイモンド、グロリア・ピレス、トニー・ラモス、パウロ・レッサ、アガサ・モレイラとジョニー・マッサロ。

## 登場人物

### 主要キャラクター
カイオ・メイレレス・ラ・セルバ
演 - カウア・レイモンド
アリネ・バローゾ・マチャド
演 - バルバラ・レイス
ダニエル・ラ・セルバ
演 - ジョニー・マッサロ
ジョナタス・ドス・サントス
演 - パウロ・レッサ
ルシンダ・ド・カルモ・アモリン
演 - デボラ・ファラベラ
グラサ・ボルヒン・ジュンケイラ
演 - アガサ・モレイラ
アントニオ・ラ・セルバ
演 - トニー・ラモス
イレーネ・ピニェイロ・ラ・セルバ
演 - グロリア・ピレス